# Casa-fàbrica Glòria
La casa-fàbrica Glòria era un edifici situat entre el carrer de la Mercè i la Muralla de Mar (actual Passeig de Colom) de Barcelona, actualment desaparegut. En el seu emplaçament hi ha dos edificis d'habitatges, que actualment allotgen un hotel.

## Història
A finals del segle xvii i principis del xviii, els germans Bernat, Onofre i Jacint Glòria i Puig eren mestres velluters amb taller al carrer de Sant Pere Més Baix. L'actuació gremial i la feina de guarda-magatzem municipal de blat de Bernat li va permetre acumular un modest capital, que a partir del 1720 el seu fill Bernat Glòria i Bosch (1691-1762) va emprar en altres tipus d'activitats, primer mercantils i després industrials. El 1739, Bernat Glòria constituí una societat per a la fabricació d'indianes amb un capital inicial de 8.000 lliures barcelonines i amb la participació de Pere Gesceli, Joan Pau Gispert, Josep Sala, Jeroni Aranyó i Sebastià Vidal. La fàbrica disposava de 24 telers i era dirigida per ell mateix, mentre que el seu germà Jeroni, antic «veler» o teixidor de seda, era el tècnic en tints i colors. Per a l'estampació va comptar amb l'alemany Johann Friedrich Hartung, originari d'Hamburg, lloc que segons ell era «el parage en donde se imprimen los colores con la mayor perfeccion y primor que exceden a los de Olanda».
El 1744, Bernat Glòria va adquirir un casal al carrer de la Mercè per agnició de bona fe de Bonaventura de Milans de la venda que li havia fet Joan Francesc Comellas del Puig, i segons els permisos conservats a l'Arxiu Històric de la Ciutat de Barcelona, entre aquesta data i 1761 hi fer diverses obres, destinades a ampliar-ne les obertures i fer-hi nous balcons. El 1751, i en la conjuntura de la guerra de preus del cotó maltès, Glòria va importar uns 4.200 kg de cotó americà procedent de Veracruz, via Cadis, que va ser filat de manera experimental a Barcelona amb l'ajuda d'un especialista estranger.

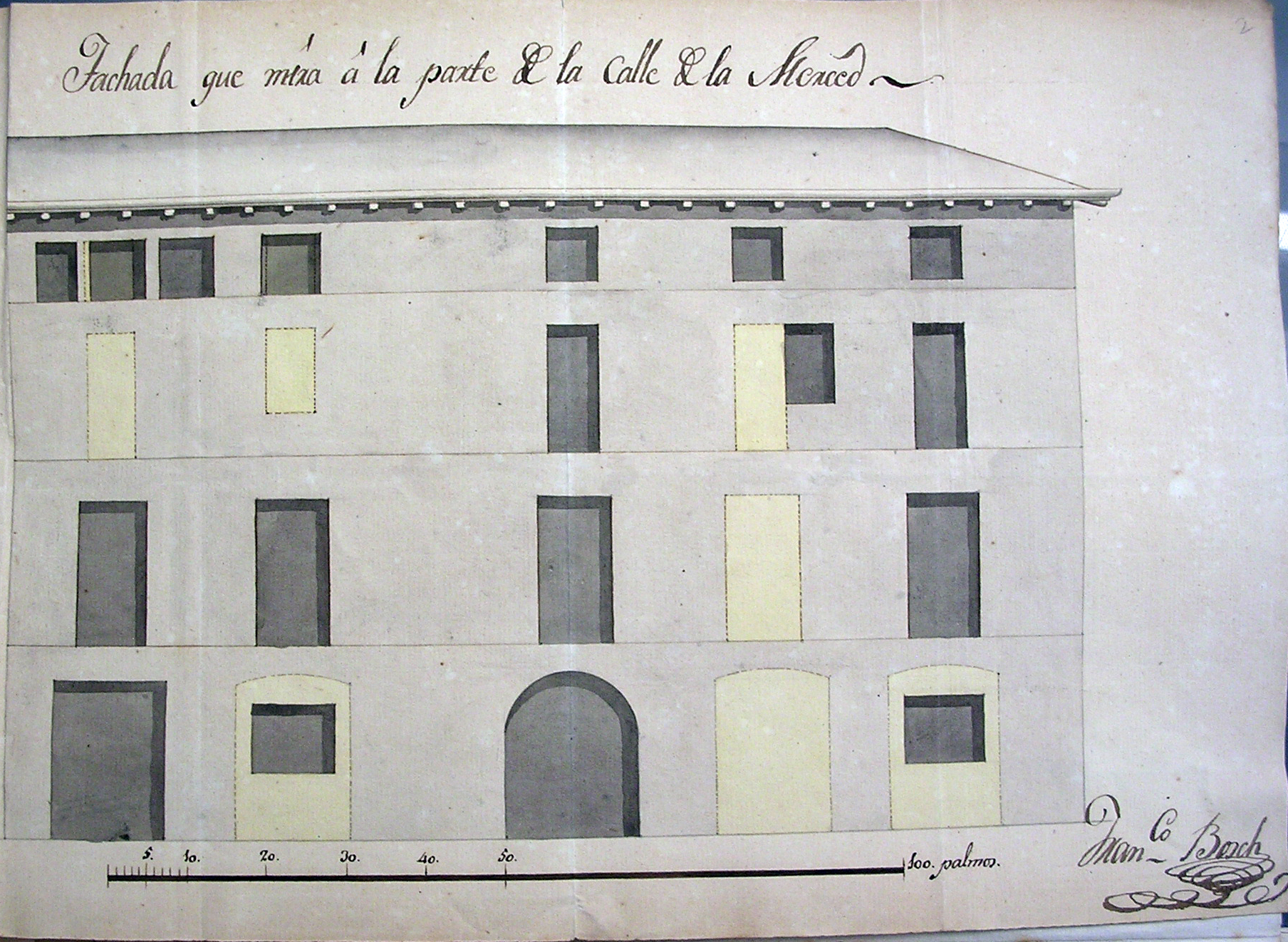
Façana del carrer de la Mercè (1808)

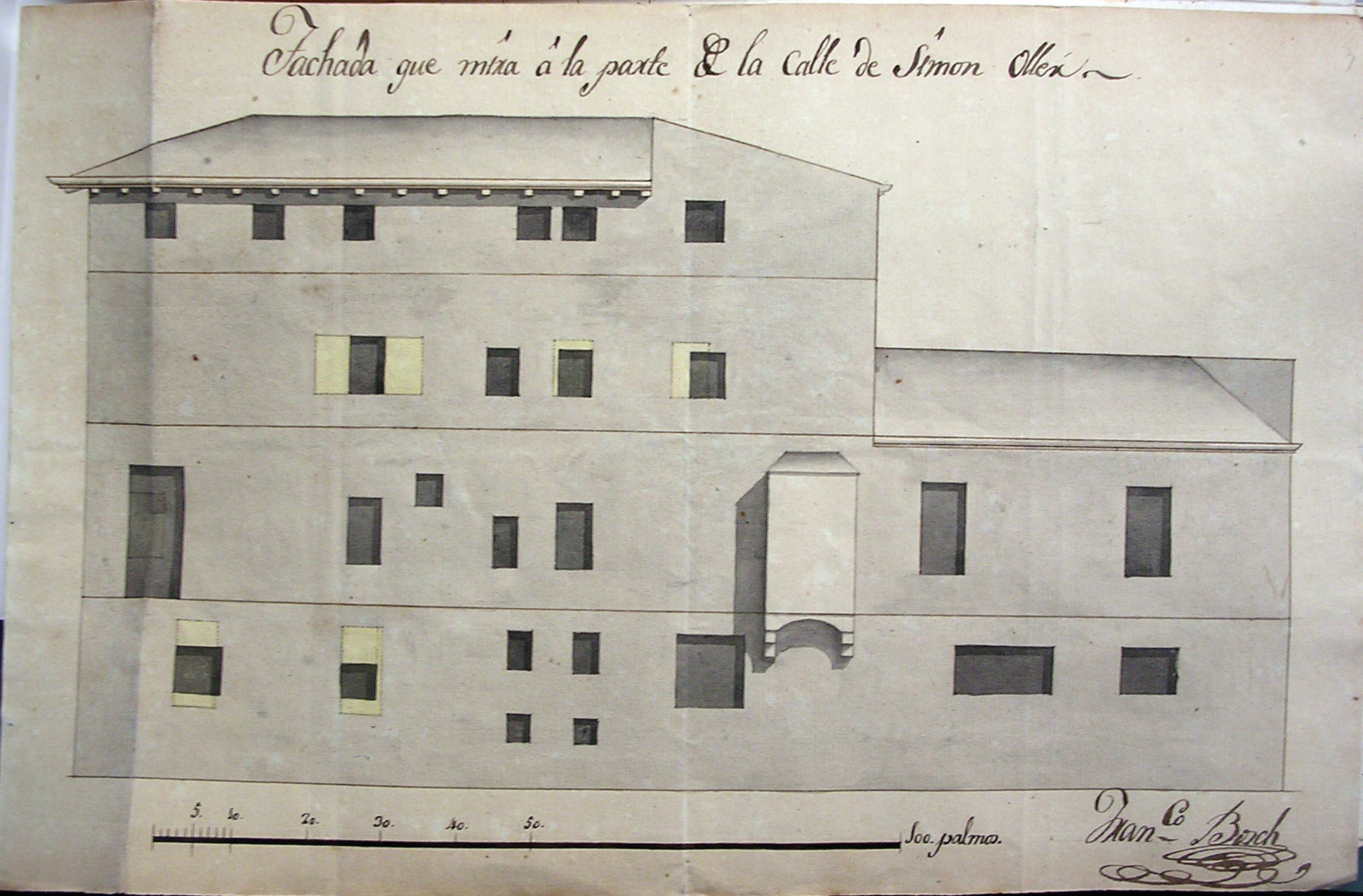
Façana del carrer de Simó Oller (1808)

A la seva mort el 1762, fou succeït pel seu fill Josep Glòria i Picó (1723-1782), que el 1772 va ser un dels fundadors de la Reial Companyia de Filats de Cotó, promotora de la importació de cotó americà. Entre el 1778 i el 1782, Josep Glòria va compartir la direcció del negoci amb el seu cosí Onofre Glòria i Sampol (1733-1798), que el va succeir a la seva mort i com a cònsol de Malta a Barcelona, tenia un poder de negociació en les importacions de cotó d'aquesta procedència. Entre el 1787 i el 1793, va compartir la direcció amb el seu gendre Tomàs Serrallach, casat amb la seva filla Maria Josepa, i el 1788, va demanar permís per a reformar la façana del casal. El 1808, el matrimoni Serrallach-Glòria va demanar permís per a fer-hi diverses reformes, segons el projecte del mestre de cases Francesc Bosch. El 1818, l'hereu Tomàs Serrallach i Glòria va demanar permís per a reformar un portal.

### Enderrocament i reedificació
El 1846, Maria Josepa Traval i Glòria, casada amb Joan Soler de la Torre i Ubach, va establir el casal en emfiteusi al paleta Jacint Torner i Batllori, que aquell mateix any, va presentar el projecte d'un edifici de planta baixa i quatre pisos (Mercè, 18), signat pel mestre d'obres Jaume Feliu i Castelló, germà de la seva esposa Antònia. El 1849, Torner va presentar el projecte d'un segon edifici de planta baixa, entresol i quatre pisos (Mercè, 16), aquest cop sota la direcció de l'arquitecte Josep Buxareu.

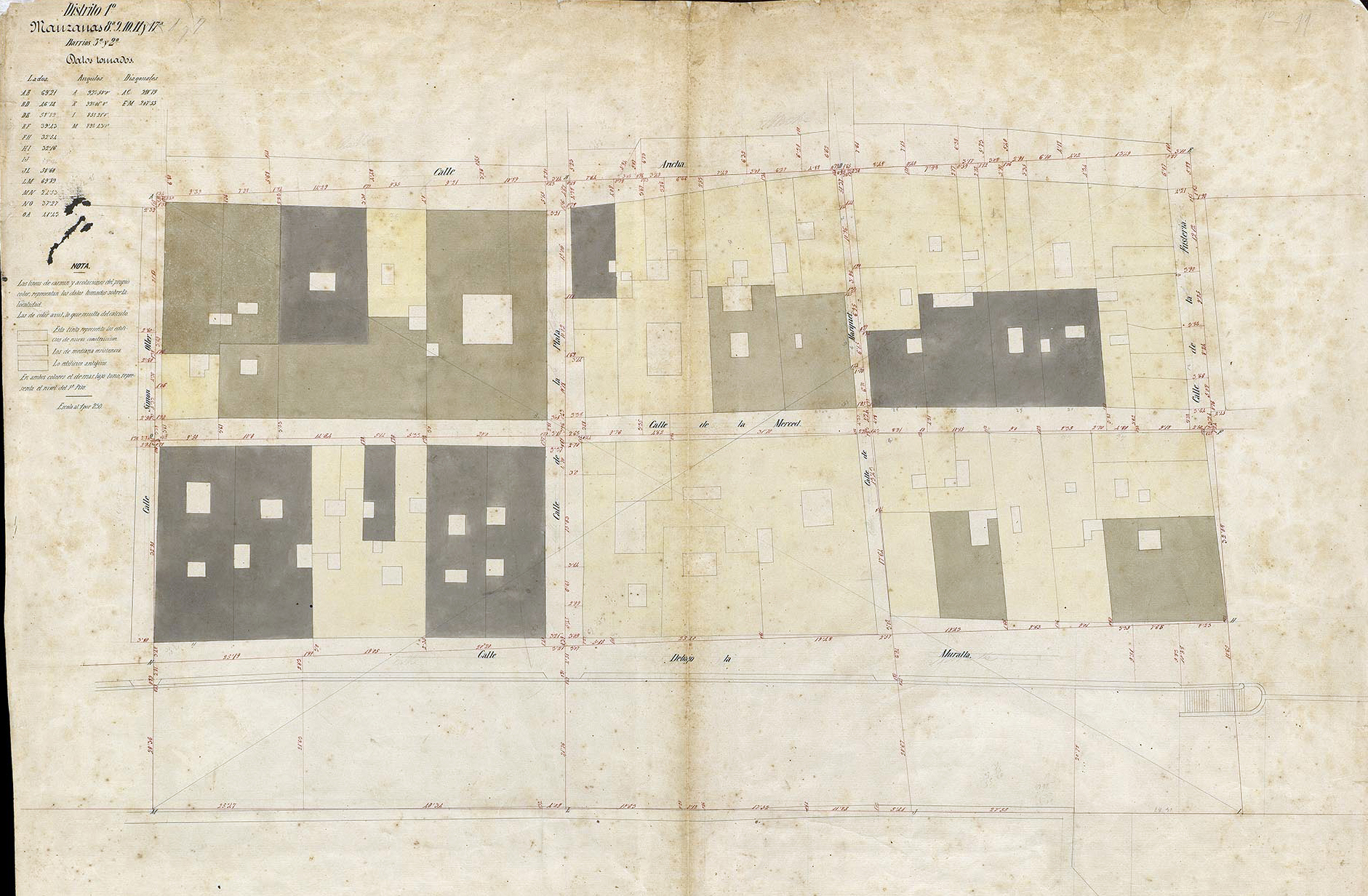
Quarteró núm. 6 de Garriga i Roca (c. 1860)